# Артикул
Арти́кул това́ру — умовна познака, яку присвоюють товару для відбиття його особливостей та його відмінності від іншого аналогічного виду товару.
Для позначення артикулу застосовуються цифри, різні назви й імена, окремі літери й поєднання літер (що не утворюють слів), цифри з літерами, назви з цифрами й інші комбінації. З плином часу умовне позначення настільки асоціюється з товаром, що, називаючи артикул, мають на увазі товар з усіма його якісними особливостями і властивостями. Артикул присвоюється товару тільки після того, як виявлена доцільність його виробництва й на товар затверджено технічні умови. Артикул вказується в прейскурантах, стандартах, рахунках, договорах, товарних ярликах, кипних картах, а в деяких випадках — на самому товарі.